# Jošiteru Abe
Jošiteru Abe (japonsky: 安倍吉輝, Abe Jošiteru; narozen 28. září 1941 – 25. října 2009) byl japonský profesionální hráč go.

## Životopis
Abe se narodil v Prefektuře Mijagi v Japonsku. Inseiem se stal v roce 1954. 9. dan získal v roce 1986

## Ocenění
- Journalist Club Prize